# Hervormde Kerk (Goedereede)

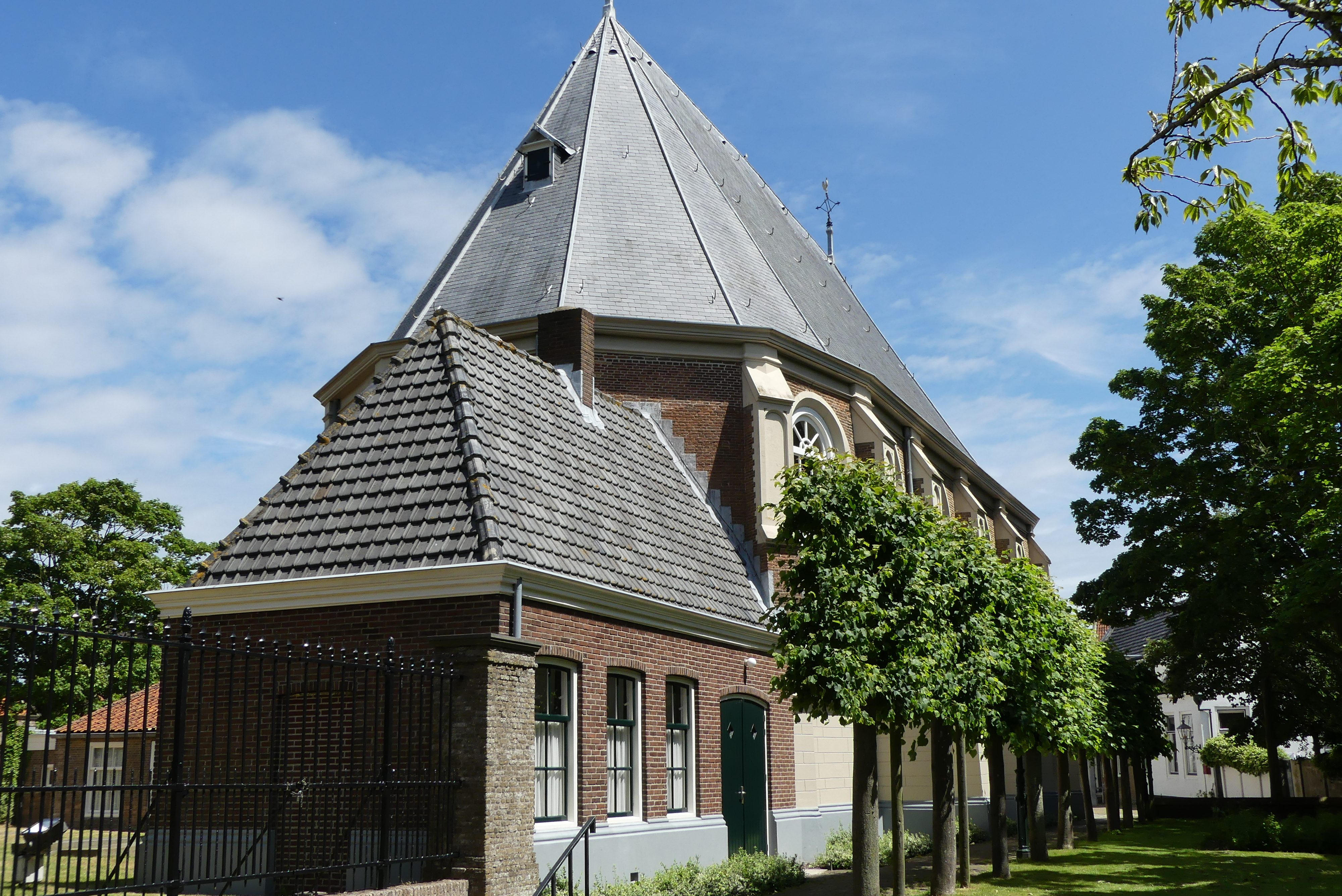

De Hervormde Kerk is een kerkgebouw in Goedereede in de Nederlandse provincie Zuid-Holland. De oorspronkelijke Catharinakerk werd in 1706 afgebroken, op het koor na. De koormuren werden in 1709 omgebouwd tot een zaalkerkje. Het orgel is in 1929 gebouwd door de firma J. de Koff & Zoon (Utrecht) in de bestaande orgelkas uit 1861. Aan de noordkant van de kerk staat een gotisch bouwwerk met zadeldak. De toren van Goedereede uit 1467 is een overblijfsel van de oorspronkelijke kerk.